# Flash photographique
 (avril 2020).
Si vous disposez d'ouvrages ou d'articles de référence ou si vous connaissez des sites web de qualité traitant du thème abordé ici, merci de compléter l'article en donnant les références utiles à sa vérifiabilité et en les liant à la section « Notes et références ».
Pour les articles homonymes, voir Flash.

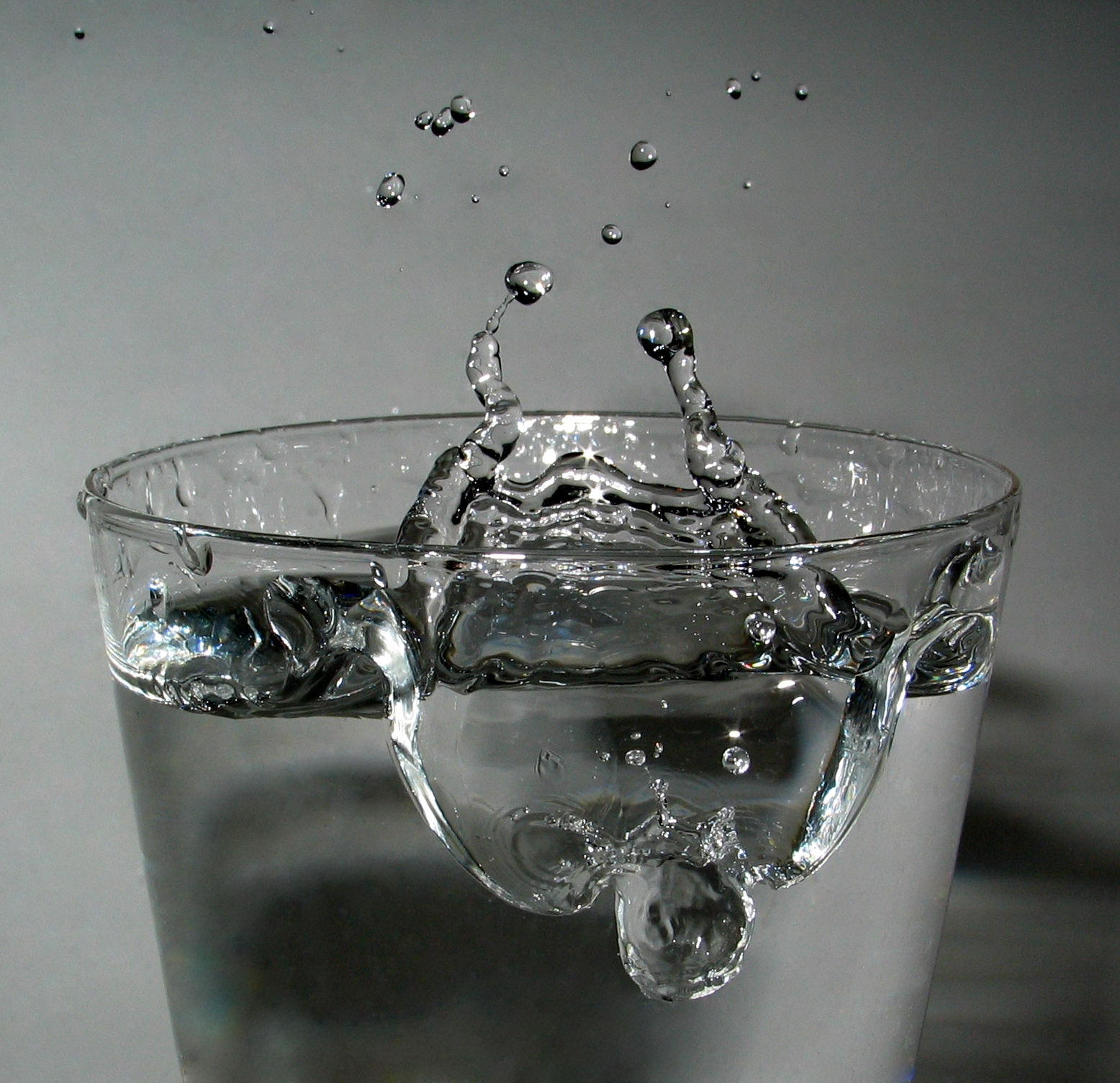
Impact d'une goutte d'eau « gelé » par le temps d'exposition très court permis par le flash et une synchronisation haute-vitesse.

Un flash photographique est un dispositif d'éclairage produisant une lumière intense pendant un très court laps de temps (environ 1/1000 de seconde) utilisé en photographie pour éclairer un sujet.

## Utilisation
Le flash est généralement utilisé pour éclairer une scène trop sombre ou pour fixer des mouvements rapides. On peut également l'utiliser en extérieur comme éclairage d'appoint pour atténuer les ombres, par exemple dans le cas d'un sujet en contre-jour. Cette technique est appelée le « fill-in ».
En photographie professionnelle, le flash est utilisé comme éclairage de studio, aussi bien pour le portrait que pour la photographie d'objets. On utilise alors des appareils très puissants, indépendants de l'appareil photographique, sur pieds ou suspendus au plafond par un système de rails mobiles et de pantographes. Ce matériel, quoique lourd et encombrant, est également utilisé en déplacement pour des prises de vue sur site nécessitant un éclairage particulier.

### Nombre guide

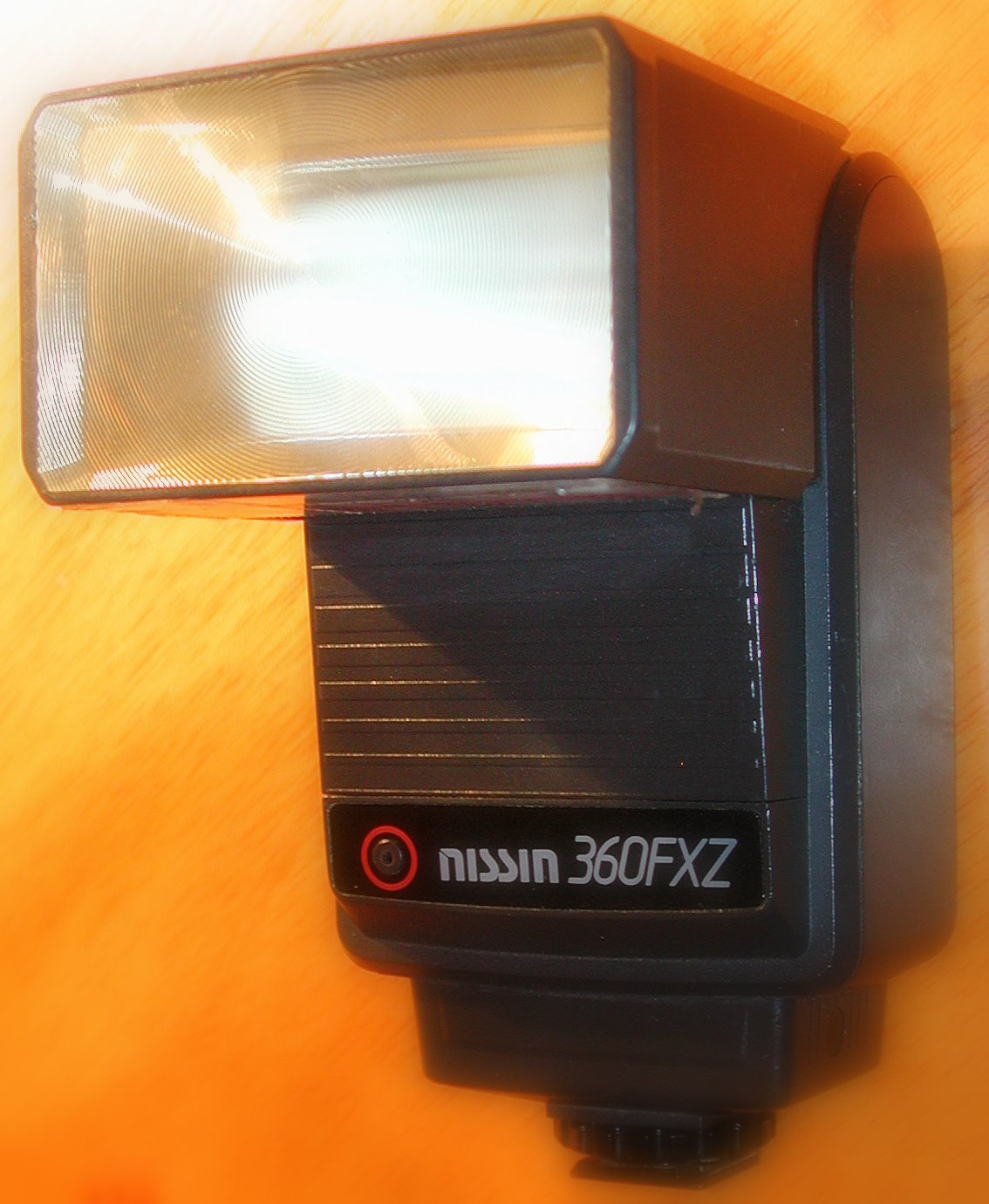
Un flash de NG 36.

Le nombre guide caractérise la puissance lumineuse d'un flash et permet à l'utilisateur dépourvu de flashmètre de déterminer le diaphragme à appliquer en fonction de la distance flash-sujet et de la sensibilité du film.
Plus ce nombre guide est grand, plus le flash est puissant, mais plus il peut gêner visuellement aussi les personnes photographiées. 
La formule pour le déterminer s'écrit NG = ouverture(f/) multipliée par distance de portée du flash, à 100 ISO. La portée du flash étant entendue pour avoir la bonne exposition sur un plan gris ou blanc beige, neutre, à une distance déterminée par le constructeur. 
NG = o x d est donc la seule norme en la matière. On constate qu'à une ouverture de f1, le NG correspond à la distance maximum en mètres de portée du flash (à 100 ISO).
Le nombre guide peut varier suivant la « focale » du flash. La formule précédente reste valable pour calculer soit la distance, soit l'ouverture suivant la « focale » du flash qui augmente ou diminue sa portée. Les flashs puissant ont un nombre guide calculé sur 150 mm de « focale » du flash (« focale » étant ici un abus de langage). 
Suivant l'ouverture de l'objectif on peut calculer la distance de portée du flash pour avoir une bonne exposition sur le sujet objet. Si d = distance flash-sujet (en mètres) et o = ouverture du diaphragme de l'objectif, alors d = NG / o. 
Par exemple, avec un objectif dont l'ouverture est f/4 et avec un flash de nombre guide 36, la formule nous donne d = 36 / 4 = 9. Nous pouvons donc avoir théoriquement une bonne lumière jusqu'à 9 mètres.
La formule suivante permet de déterminer l'ouverture de diaphragme à utiliser pour obtenir une exposition correcte de la scène photographiée : o = NG / d. 
La valeur du nombre guide est mesurée dans des conditions d'utilisation dites « familiales », et en particulier dans une pièce avec des murs qui réfléchissent aussi la lumière. L'utilisation du nombre guide pour calculer le diaphragme devient fausse dans le cas d'espaces ouverts car la lumière se diffuse en arc de cercles de moins en moins lumineux quand on s'éloigne du flash. L'écart peut être de l'ordre de 1 à 2 diaphragmes. C'est pourquoi les flashs de portée supérieure aux normes familiales ont des têtes de flash s'adaptant aux différentes focales utilisées. Plus la focale est élevée, plus l'angle de la tête de flash est réduit, ce qui augmente la portée. Dans ce cas le nombre guide effectif change en fonction de la « focale » du flash.
Si un flash donne deux fois plus de lumière qu'un autre, son nombre guide n'est pas doublé mais augmente de 41 % ({\displaystyle {\sqrt {2}}}). Par exemple, un flash de nombre guide 51 est deux fois plus puissant qu'un autre flash de nombre guide 36 (51 = 36 x 1,41).
Le raisonnement est identique pour la rapidité du film utilisé. Si la rapidité double, le nombre guide effectif augmente de 41 %. Si elle quadruple, le nombre guide effectif double. Par exemple, si le nombre guide d'un flash est de 36 et que l'on photographie à 400 ISO, le nombre guide effectif à utiliser devient 36 x 2 = 72.

### Vitesse de synchronisation
Il existe deux sortes d'obturateurs : les obturateurs « à plan focal » (généralement appelés « obturateurs à rideaux ») et les « obturateurs centraux ». Les obturateurs à rideaux sont placés dans la chambre noire, juste devant la surface sensible (film ou capteur), alors que les obturateurs centraux sont placés généralement entre les lentilles de l'objectif, près du diaphragme.
Les obturateurs des appareils à objectif interchangeable (appareils télémétriques ou appareils reflex) sont en général des obturateurs à rideaux. Lors du déclenchement, le premier rideau s'ouvre, puis le deuxième se ferme dans un intervalle qui dépend de la vitesse d'obturation (temps de pose). Lorsque cette dernière est relativement longue, le premier rideau dévoile totalement la surface sensible avant que le deuxième se ferme. Mais lorsque la vitesse dépasse un seuil, appelé « vitesse de synchro flash », le deuxième rideau commence à se fermer avant que le premier ait totalement découvert la surface sensible. Celle-ci est alors balayée par une fente formée par les deux rideaux. L'éclair d'un flash électronique étant très bref, de l'ordre de quelques millièmes de seconde, il doit être déclenché alors que l'obturateur est totalement ouvert, sous peine de n'éclairer que la fente définie par les deux rideaux.
Le boîtier doit donc être réglé sur un temps de pose (aussi appelé « vitesse d'obturation ») suffisamment long pour que l'éclair de flash puisse être synchronisé avec l'obturateur qui s'ouvre pour exposer le film ou le capteur. Cette vitesse synchro maximale est généralement de 1⁄60 s (défilement horizontal des rideaux ou rideaux en textile), et pour des boîtiers récents peut être de 1⁄125 s (défilement vertical), 1⁄250 s voire 1⁄500 s.
Le choix d'un temps de pose plus court que la vitesse synchro maximale permise par votre boîtier entraîne l'obtention d'une image en partie noire (seule la fente définie par les deux rideaux est alors visible).
Les appareils munis d'obturateurs centraux (certains moyen format, les chambres et les boîtiers à objectif fixe) sont synchronisés à toutes les vitesses. Le déclenchement du flash a lieu lors de l'ouverture maximale de l'obturateur.
Dans le cas de prise de vue de sujets immobiles, on peut combiner temps de pose long et éclairage au flash. Le sujet principal est alors correctement éclairé par les flashes et néanmoins restitué dans son contexte par l'éclairage d'ambiance, généralement plus faible et nécessitant donc ce temps de pose long. Les flashes illuminent le monument photographié, et une pose d'une seconde permet de capter la lumière d'ambiance de la cathédrale pour l'arrière-plan, trop vaste pour être éclairé artificiellement.

#### Synchronisation au premier rideau

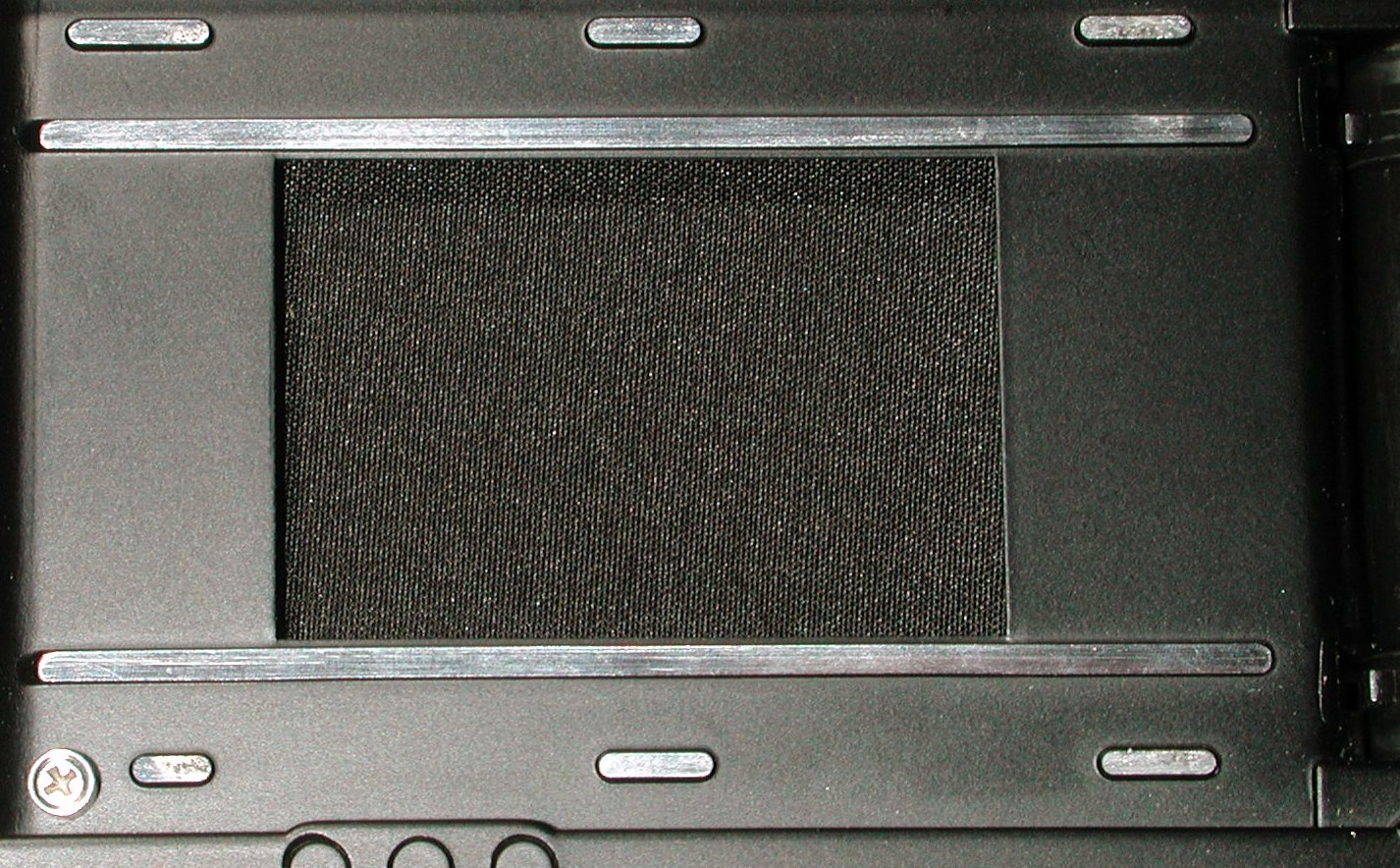
Le rideau d'obturateur d'un appareil argentique.

Par défaut, sur tous les appareils à rideaux, l'éclair du flash est émis dès que le premier rideau a découvert la surface sensible.
Le délai entre le déclenchement et l'éclair du flash est alors réduit à son minimum. Par contre, en cas de pose longue comportant des éléments lumineux, comme des phares de voiture par exemple, le résultat ne semble pas naturel : les trajectoires des feux semblent précéder la voiture figée par l'éclair du flash et celle-ci donne l'impression de reculer au lieu d'avancer.

#### Synchronisation au deuxième rideau
Pour remédier au problème des traînées lumineuses précédant le sujet dans le cas d'une pose longue, l'éclair du flash peut être émis juste avant que le deuxième rideau commence à recouvrir la surface sensible. Les traînées lumineuses se trouvent derrière le sujet, ce dernier donnant ainsi effectivement l'impression d'avancer.

#### Synchronisation haute vitesse
Certains flashes récents proposent la synchronisation haute vitesse, qui permet l'utilisation du flash au-delà de la vitesse de synchronisation standard. Ce mode de synchronisation automatique est appelé FP pour « Focal Plane » ou HSS chez Minolta. Pour dépasser la vitesse de synchro X, le flash émet une série d'éclairs à une fréquence très élevée qui permet d'assurer un éclairement du capteur tout au long du défilement de l'obturateur (utilisable sur un obturateur plan focal).
De par son fonctionnement, ce mode de flash réduit la portée (Nombre Guide) du flash de façon importante.

## Types de flashs

### Flash au magnésium

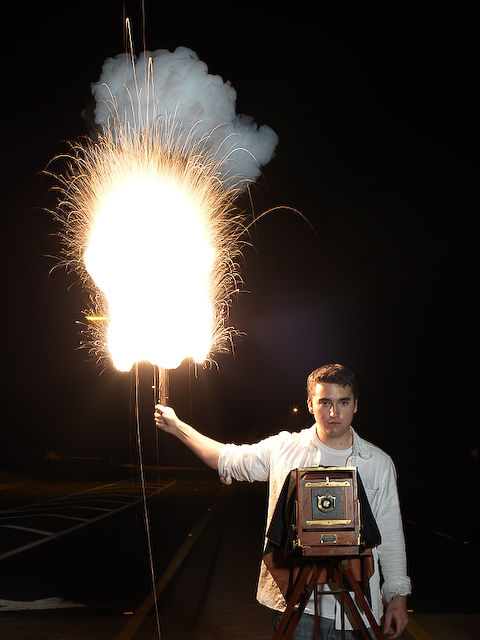
Procédé électrique Flash-Lamp Smith-Victor (1909) au magnésium, reconstitution moderne.

Les premiers flashes, inventés en 1887 par Adolf Miethe, utilisaient de la poudre de magnésium qui était brûlée. Ce procédé pouvait présenter des risques d'incendie, le magnésium étant très inflammable. De plus, comme le déclenchement du flash se faisait manuellement, et outre les risques de brûlures, il arrivait qu'il ne se produise pas au bon moment (trop tôt ou trop tard). 
Ces procédés sont essentiellement utilisés pour les prises de vue en studio.
Vers 1890, les premiers flashs à poudre inflammable à déclenchement électrique sont inventés – en France, le dispositif de Paul Boyer, la « lampe-éclair pour l'emploi du magnésium » est présenté lors de l'exposition universelle de Paris en 1889. Aux États-Unis, le dispositif est commercialisé par la Lionel Corporation.
Les travaux de Louis Boutan, pionnier de la photographie sous-marine, permettent l'élaboration d'une ampoule enfermant un filament de magnésium et de l'oxygène, d'après le procédé Chauffour, décrit dans la revue Paris-Photographe de Paul Nadar (30 août 1893).

### Ampoule-flash

Animation d'une ampoule au xénon.

La commercialisation des ampoules-flashes advient à la fin des années 1920. Johann Ostermeyer (ingénieur allemand d'Althegnenberg) dépose un brevet pour ces ampoules-flashes le 21 septembre 1930 pour le marché américain, mais son procédé est opérationnel dès 1925. Elles contiennent un filament d'aluminium dans une atmosphère d'oxygène. Le métal s'enflamme sous l'action d'un courant électrique qui provoque l'inflammation d'une amorce. Les ampoules-flashes étaient à usage unique et furent commercialisées sur le marché américain par General Electric dans les années 1930.

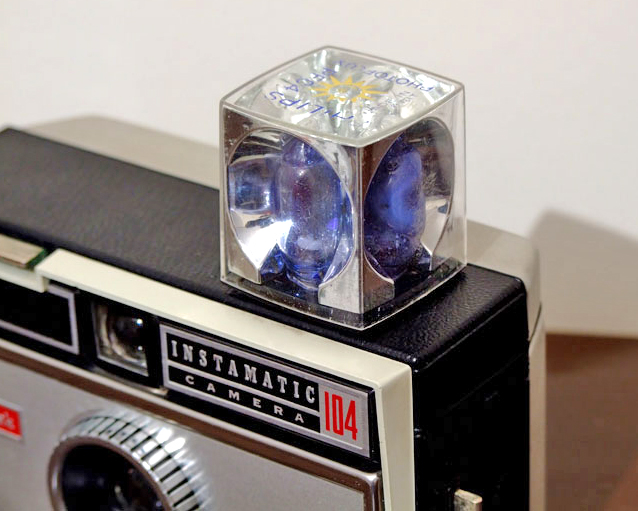
Flashcube.

Une évolution fut le Flashcube de Kodak, qui comportait quatre ampoules de petite taille (chacune équipée de son réflecteur) sur quatre faces d'un cube qui pivotait de 90° à chaque prise de vue. Ce matériel, utilisé essentiellement à la fin des années 1960, n'était monté que sur les appareils grand public Instamatic à chargeur 126 ou 110. La prise porte-flash était d'un modèle spécial. Une fois les quatre éclairs déclenchés, le cube était jeté.
Une autre évolution fut le Magicube, sorte de Flashcube dont l'allumage était assuré par un ressort percuteur mécanique mettant feu à un fulminate à la base de l'ampoule,, donc sans pile.
Le Flashcube et le Magicube ont peu à peu été détrônés à partir des années 1970 par le flash électronique.
Inhérents à l'utilisation des appareils Instamatic (Kodak vers 1963) et Agfamatic (Agfa-Gevaert vers 1970), ces deux types d'ampoules-flashes, similaires en apparence mais pas interchangeables, ont été commercialisés jusqu'au milieu des années 1990.
Les barres de flash (ou Flash Bars) étaient des rampes de dix ampoules-flashes réversibles (cinq de chaque côté) utilisées par les appareils Polaroid.

### Flash électronique

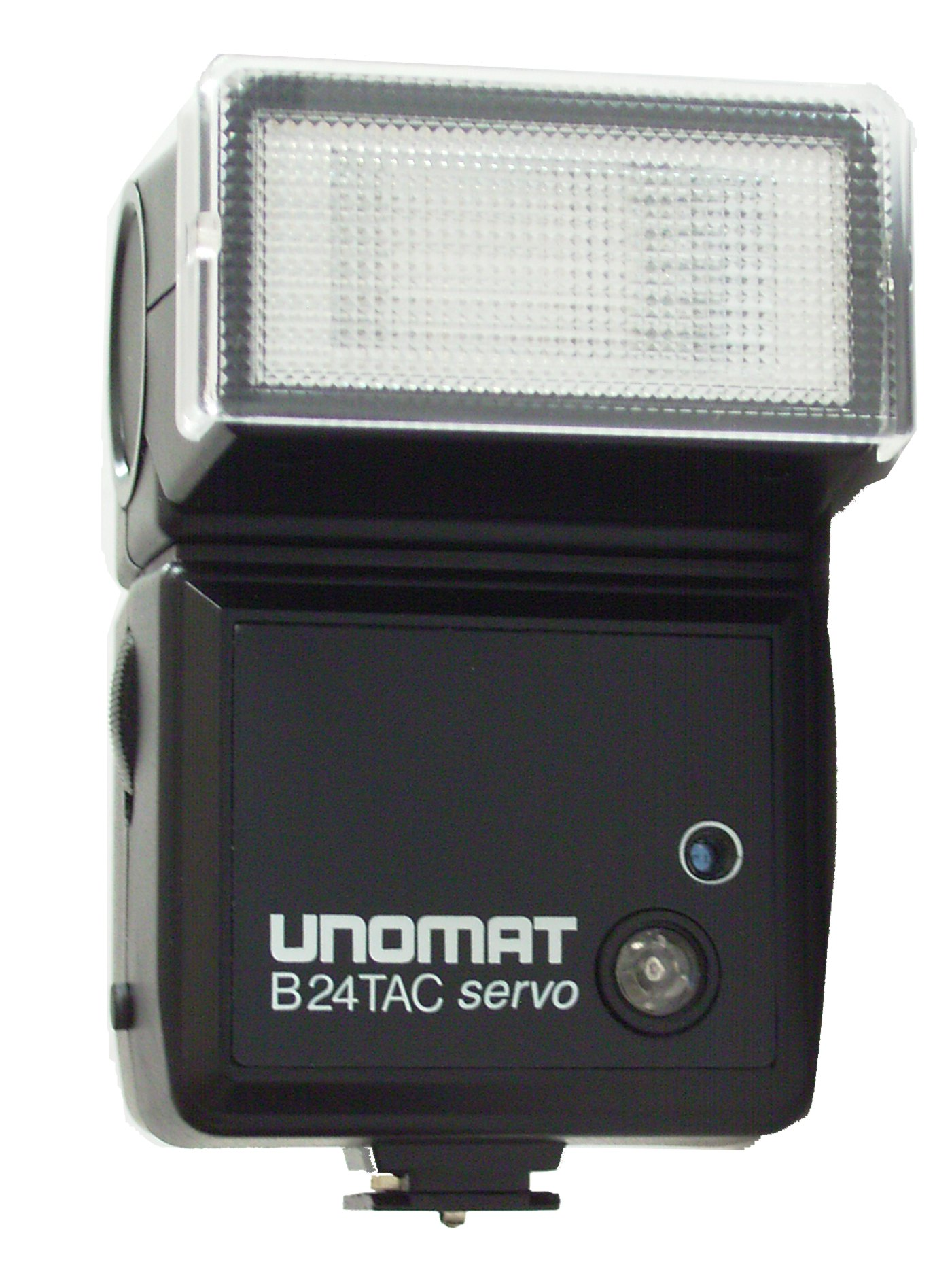
Un flash électronique.

En 1947, le français Dimitri Rebikoff commercialise le premier flash électronique terrestre, l'« éclatron ». Pour la première fois, il est possible de photographier une balle sortant du canon d'un révolver au 1/1 000 000 de seconde. Il consacre ensuite ses travaux à créer des flashs électroniques sous-marins et d'autres équipements de prises de vue sous-marine.
Vers le milieu des années 1960, le flash électronique a supplanté définitivement les ampoules au magnésium. Il fonctionne sur le principe de la lampe à décharge.
Léger et puissant, le flash électronique produit une lumière d'une température de couleur de 5 900  à   6 000 K, similaire à la lumière du jour.
Le tube-éclair du flash électronique contient un gaz rare, le xénon. Lorsque le contact de synchronisation de l'obturateur se ferme, des condensateurs libèrent une grande quantité d'énergie et le xénon devient conducteur par ionisation.
Alimenté par des piles basse tension, le flash électronique est équipé d'un dispositif élévateur de tension. L'énergie est stockée dans un condensateur qui se décharge lors du déclenchement.

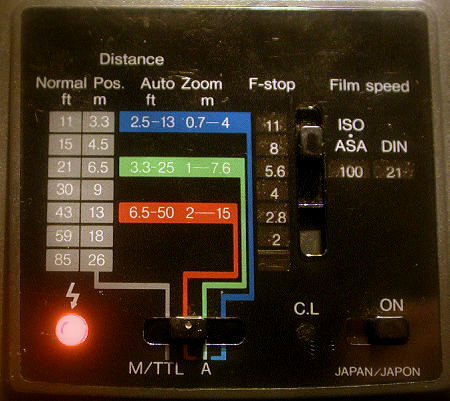
Dos de flash et ses graduations.

Au fil des années sont arrivées des améliorations qui simplifient l'utilisation du flash :
- Flash automatique qui mesure la lumière réfléchie et coupe l'éclair quand la quantité de lumière souhaitée est atteinte ;
- Flash TTL qui, utilisé avec un boîtier reflex compatible TTL, permet de doser l'éclair en mesurant l'exposition à travers l'objectif ce qui garantit une bonne exposition quels que soient les montages optiques réalisés (soufflets, retournement d'objectif, filtres, etc.) ;
- Réflecteurs zoom qui adaptent la surface éclairée à la focale de l'objectif utilisé ;
- Synchronisation de plusieurs flashes sans fil.

## Fonctionnement d'un flash xénon
Ce type de flash est le plus courant des flashs électroniques. Le flash xénon ne peut fonctionner qu'à une tension comprise entre 200  et   400 volts, mais il ne peut s'allumer que s'il subit un pic de tension d'environ 3 000 volts.
On peut faire fonctionner ce type de flash à partir d'une pile 9 V par exemple. Pour ce faire il suffit de faire un circuit de multiplicateur de tension, puis utiliser un transformateur pour augmenter la tension jusqu'à 300 V. Les 300 V sont stockés dans un condensateur. Ensuite il suffit d'appuyer sur le déclencheur du flash pour flasher. En appuyant sur le déclencheur, les 300 V du condensateur passent par un transformateur avec un rapport de spires de 10, ce qui fait donc un pic de tension de 3 000 V, ainsi le flash au xénon peut s'allumer.

## Énergie
Elle s'exprime en joules (J) et peut varier de 10 J pour un flash amateur à 20 000 J pour un flash professionnel.
L'énergie dépend de :
- la capacité électrique des condensateurs ;
- la nature du tube à éclats ;
- coefficient de transparence du diffuseur (réflectance pour un réflecteur) ;
- la durée de l'éclair.

En règle générale, l'éclair est d'autant plus long que la puissance du flash est élevée.

## Flash de studio
Les flashes de studio sont des flashes électroniques équipés d'une lampe pilote, généralement une ampoule halogène d'une puissance pouvant aller jusqu'à 650 W, permettant de visualiser et régler l'éclairage. Ils disposent en outre de potentiomètres qui permettent d'ajuster la puissance de l'éclair et celle de la lampe pilote, de façon à moduler l'éclairage de façon optimale.
La synchronisation est obtenue au moyen d'un câble relié à l'appareil de prise de vue ou par un signal infrarouge. Un seul flash est relié à l'appareil, son éclair entraînant le déclenchement des autres flashes par l'intermédiaire de cellules photoélectriques. Les têtes de ces flashes sont refroidies par un ventilateur interne, car la lampe pilote et la succession d'éclairs sont la source d'une température élevée. Ils disposent d'une grande variété d'accessoires permettant de moduler la lumière : différents types de réflecteurs, parapluies (blancs, argents, translucides, etc.), des cônes pour obtenir un faisceau étroit, des grilles ou des écrans diffusants, etc.
Pour effectuer les mesures de lumière préalables à la prise de vue, on connecte le câble de synchronisation sur un flashmètre (ou un thermocolorimètre). Les flashes de studio peuvent aussi être déclenchés manuellement.

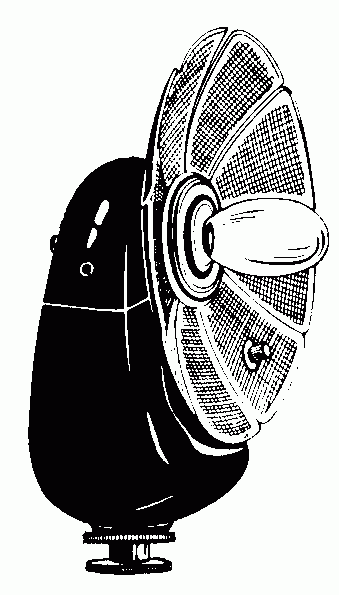
Une ampoule-flash Voltaflash
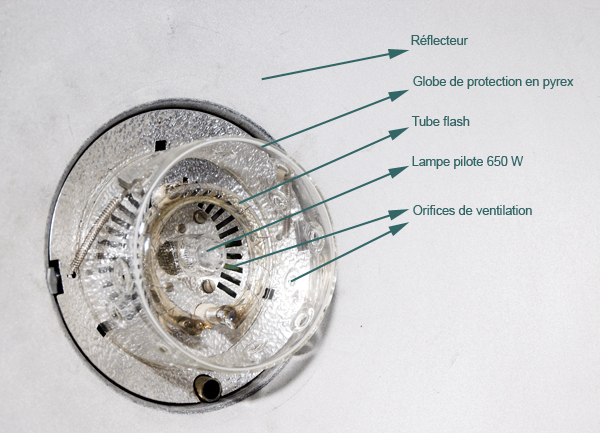
Flash de studio, vue avant.
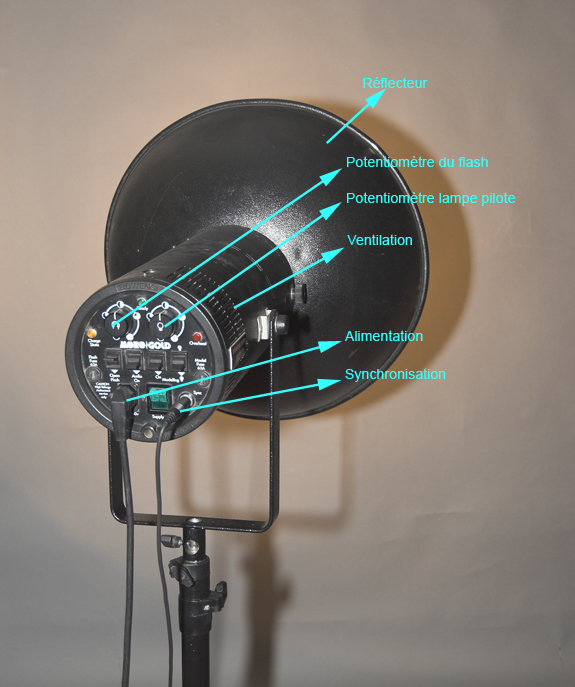
Flash de studio, vue arrière.
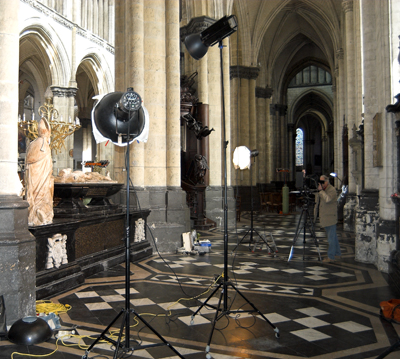
Prise de vue au moyen de trois flashes dans la cathédrale de Saint-Omer.

## Microflash
Le microflash est un flash spécial conçu pour éclairer les photos prises avec un microscope. La lumière du microflash peut être émise par un laser.

## Flash annulaire

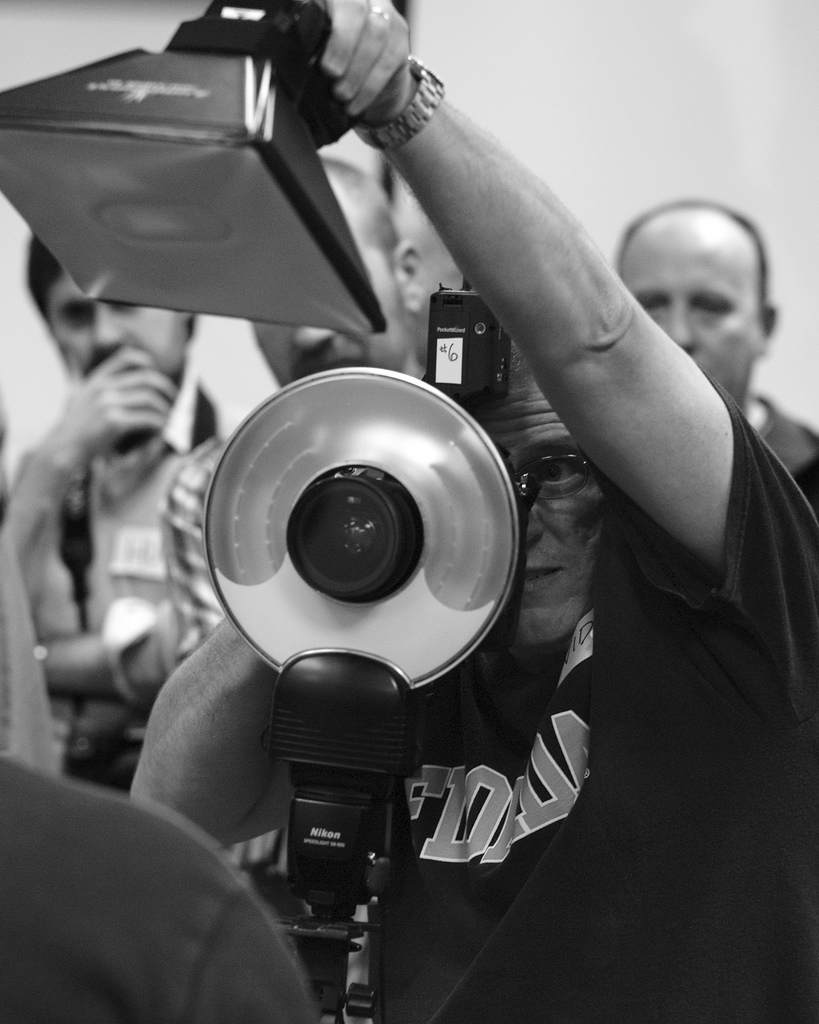
Utilisation d'un ringflash de studio par un professionnel

Le flash annulaire (ou « ringflash ») est spécialement utilisé dans la macrophotographie et en photographie de mode pour obtenir un éclairage uniforme du sujet photographié. En macrophotographie, un flash « classique » monté sur l'appareil peut faire apparaître l'ombre de l'objectif sur l'image, avec un flash annulaire ce problème est résolu puisque le flash est disposé en anneau autour de l'objectif. Ces appareils étaient onéreux du fait de leur relativement faible demande du temps des tubes à décharge, mais des versions LED à la fois beaucoup plus abordables et plus légères sont apparues au début du XXIe siècle.
En mode ou en beauté, on obtient un effet sans ombre ou avec une légère ombre portée diffuse marquant les contours du sujet. Le reflet du flash annulaire dans les yeux du modèle est également du plus bel effet lors des portraits.
Pour la macro, les fabricants proposent également d'autres solutions :
- L'utilisation d'un ou plusieurs flashes sans fil ;
- Création de petits flashes pouvant se monter sur l'objectif, certaines marques proposent de monter jusqu'à huit flashes sur l'objectif. Ces flashes étant réglables séparément, ils permettent de modeler la lumière ;
- Certains fabricants proposent des réflecteurs qui permettent de conduire la lumière d'un flash externe standard (appelé aussi flash cobra) vers un réflecteur annulaire. Le résultat de cette solution est proche du rendu d'un flash annulaire standard, mais à moindre coût (certains sites proposent même les plans pour fabriquer ce type de réflecteur en recyclant des boîtes de CD).
- Le Medical-Nikkor produit par Nikon à partir de 1962 est un objectif spécialement dédié à la macrophotographie muni d'un flash annulaire intégré.